# Карасуський сільський округ (Сайрамський район)
Карасу́ський сільський округ (каз. Қарасу ауылдық округі, рос. Карасуский сельский округ) — адміністративна одиниця у складі Сайрамського району Туркестанської області Казахстану. Адміністративний центр — село Карасу.
Населення — 24097 осіб (2021; 15571 у 2009, 12092 у 1999, 10499 у 1989).
Станом на 1989 рік існувала Чорноводська сільська рада (села Акбай, Бескепе, Кизилкістау, Кизилту, Красноводськ, Ніколаєвка, Новоселовка, Покатиловка, Чорноводськ). Село Мартобе (колишнє село Красноводськ) було приєднане до складу міста Шимкент 2013 року разом з територію площею 17,10 км².

## Склад
До складу округу входять такі населені пункти:
| Населений пункт  | Колишні назви                        | Населення, осіб (1989) | Населення, осіб (1999) | Населення, осіб (2009) | Населення, осіб (2021) |
| ---------------- | ------------------------------------ | ---------------------- | ---------------------- | ---------------------- | ---------------------- |
| Айтеке-бі, село  | Кизилкістау, Кизилкистау, Жагалбайли | 491                    | 513                    | 600                    | 1515                   |
| Акбай, село      | -                                    | 1232                   | 1676                   | 1870                   | 4203                   |
| Акбастау, село   | Кизилту                              | 805                    | 1020                   | 839                    | 1898                   |
| Береке, село     | Покатиловка                          | 88                     | 61                     | 65                     | 67                     |
| Бескепе, село    | -                                    | 259                    | 276                    | 346                    | 386                    |
| Жанатурмис, село | Новоселовка                          | 222                    | 283                    | 456                    | 567                    |
| Интимак, село    | Ніколаєвка                           | 698                    | 831                    | 1101                   | 1342                   |
| Карасу, село     | Чорноводськ                          | 6704                   | 7432                   | 10294                  | 14119                  |